# 柴田拓
柴田 拓（しばた ひらく、1978年2月23日 - ）は、NHKのアナウンサー。

## 人物
福岡県立明善高等学校を経て福岡大学卒業後、2000年入局。

## 嗜好・挿話
- 眼鏡を使用する時としない時がある。
- 山口放送局で夕方のニュース番組を担当していた際には対岸の北九州放送局の番組にも出演したこともあった。
- 福岡放送局に異動したときは、地元ということもあり、地域番組や福岡県を全国に発信する番組などへの出演が多かった。
- 2023年度からは長野放送局に勤務して、夕方ニュース『イブニング信州』を担当することとなり、アナウンサーとしては初めての関東甲信越地方での勤務となる[1]。

## 現在の出演番組
- イブニング信州（キャスター：2023年4月3日 - ）（米澤太郎と隔週で担当）
- ゆる信ワイド（パーソナリティ：2023年4月 - ）
- 長野県のニュース

## 過去の出演番組
鹿児島放送局時代
- おやっと5
- 鹿児島県のニュース・中継・リポート

山口放送局時代
- ゆうゆうワイド
- 山口県のニュース・中継・リポート

福岡放送局時代
- 福岡県・九州沖縄のニュース・中継・リポート
- ガクラジ in 西南学院大学（2010年11月から12月にかけ福岡県内のFMと総合テレビで放送）
- おはようサタデー九州沖縄
- 博多屋台 こまっちゃん

名古屋放送局時代
- 東海3県・東海北陸のニュース

佐賀放送局時代
- 佐賀県のニュース・中継・リポート

長野放送局時代
- 2023年7月10日、九州北部地方の記録的大雨発生後、勤務経験のある福岡放送局に応援で派遣され、ローカルニュースを担当した。
  - 九州沖縄のニュース
    - 2023年7月16日、6時台と7時台のテレビニュース担当・12時台のラジオニュース担当
    - 2023年7月17日、20時台のテレビニュース担当・18時台 - 22時台（20時台はなし）のラジオニュース担当（お泊まり勤務）
    - 2023年7月18日、5時台 - 7時台のラジオニュース担当